# Football League (Grecia)
La Football League (en griego: Ελληνική Φούτμπολ Λιγκ), llamada hasta 2010 Beta Ethniki, fue la tercera división del fútbol profesional en Grecia. Fue la segunda categoría hasta la creación de la Segunda Superliga en 2019, desapareciendo en 2021 por la expansión de equipos en la Segunda Superliga de Grecia.
La 3.ª División de Grecia estaba compuesta por 14 equipos, al finalizar la temporada normal los dos primeros clasificados ascienden a la Segunda Superliga directamente y los dos últimos descienden a la Gamma Ethniki directamente. Al final de la temporada se realiza una liguilla (play-off) entre los cuatro equipos (3-6) que queden directamente después de los equipos que ascendieron por vía directa, y el equipo que resulte ganador asciende, por lo tanto, es posible que un equipo que quede en la sexta posición de la Football League, pueda ganar la liguilla y subir a la Segunda Superliga. Del mismo modo los cuatro equipos que al final de la temporada quedaron directamente antes de los equipos que descendieron por vía directa, juegan en otra liguilla (play-out), y el último de esta liguilla desciende a la Gamma Ethniki también.

## Equipos 2020/21

### Grupo Norte
| Equipo            | Ciudad         | Estadio                  | Capacidad |
| ----------------- | -------------- | ------------------------ | --------- |
| Almopos Aridea FC | Aridea         | Estadio Municipal        |           |
| Apollon Pontou FC | Salónica       | Apollon Kalamaria        | 6.500     |
| Kavala FC         | Kavala         | Estadio Anthi Karagianni | 10.500    |
| AEP Kozani FC     | Kozani         | Estadio Municipal        | 4.000     |
| Olympiakos Volou  | Volos          | Estadio Panthessaliko    | 22.100    |
| Panserraikos FC   | Serres         | Estadio Municipal        | 9.500     |
| Pierikos          | Katerini       | Estadio Municipal        | 4.995     |
| Thesprotos FC     | Igumenitsa     | Municipal de Igumenitsa  | 3.500     |
| Triglia FC        | Nea Propontida | Dimotiko Stadio Triglias | 5.000     |
| Veria FC          | Veria          | Estadio Municipal        | 7.000     |

### Grupo Sur
| Equipo            | Ciudad      | Estadio                        | Capacidad |
| ----------------- | ----------- | ------------------------------ | --------- |
| Asprópyrgos FC    | Asprópyrgos | Estadio Municipal              | 2.000     |
| Asteras Vlachioti | Vlachioti   | Estadio Municipal              | 600       |
| AO Egaleo         | Egaleo      | Stavros Mavrothalassitis       | 8.217     |
| Episkopi FC       | Episkopi    | Theodoros Vardinogiannis       | 9.200     |
| GAS Ialysos       | Ialysos     | Estadio Municipal Ekonomideio  | 3.000     |
| Kalamata FC       | Kalamata    | Estadio Metropolitano Kalamata | 5.613     |
| Kallithea FC      | Kallithea   | Estadio Grigoris Lambrakis     | 4.200     |
| Niki Volos FC     | Volos       | Estadio Pantelis Magoulas      | 5.000     |
| Rodos FC          | Rodas       | Estadio Diagoras               | 3.500     |
| AS Santorini 2020 | Thira       | Estadio Kamari                 | 1.500     |

## Campeones
| Temporada | Campeones                                                    |
| --------- | ------------------------------------------------------------ |
| 1962–63   | Edessaikos, Doxa Drama, Olympiakos Chalkida, Pankorinthiakos |
| 1963–64   | Panachaiki Patras, Proodeftiki, Philippi Kavala              |
| 1964–65   | Panserraikos, Edessaikos, Egaleo, Vyzas                      |
| 1965–66   | Veria, OFI Creta, Vyzas                                      |
| 1966–67   | Panelefsiniakos, Kavala, Olympiakos Volou                    |
| 1967–68   | Chalkida, Trikala                                            |
| 1968–69   | Panachaiki Patras, Kavala                                    |
| 1969–70   | Apollon Atenas, Veria, Fostiras                              |
| 1970–71   | Panachaiki Patras, Trikala, Ethnikos Olympiakos Volou        |
| 1971–72   | Panserraikos, Kalamata, Atromitos                            |
| 1972–73   | Apollon Atenas, Apollon Kalamarias, AE Larissa               |
| 1973–74   | PAS Giannina, Kastoria, Kalamata                             |
| 1974–75   | Apollon Atenas, Panetolikos, Pierikos                        |
| 1975–76   | Kavala, OFI Creta                                            |
| 1976–77   | Egaleo, Veria                                                |
| 1977–78   | Rodos, AE Larissa                                            |
| 1978–79   | Doxa Dramas, Korinthos                                       |
| 1979–80   | Panserraikos, Atromitos                                      |
| 1980–81   | Rodos, Iraklis Salonica                                      |
| 1981–82   | Panachaiki Patras, Makedonikos                               |
| 1982–83   | Egaleo, Apollon Kalamarias                                   |

### Desde 1984
- Disputada en un único grupo.
| Temporada | Campeón            | Otros ascensos                       |
| --------- | ------------------ | ------------------------------------ |
| 1983–84   | Panachaiki         |                                      |
| 1984–85   | PAS Giannina       |                                      |
| 1985–86   | Diagoras           |                                      |
| 1986–87   | Panachaiki Patras  |                                      |
| 1987–88   | Doxa Drama         |                                      |
| 1988–89   | Skoda Xanthi       |                                      |
| 1989–90   | Athinaikos         |                                      |
| 1990–91   | Ethnikos Piraeus   |                                      |
| 1991–92   | Apollon Kalamarias |                                      |
| 1992–93   | Naoussa            |                                      |
| 1993–94   | Ionikos            |                                      |
| 1994–95   | Paniliakos         |                                      |
| 1995–96   | Kavala             |                                      |
| 1996–97   | Panionios          |                                      |
| 1997–98   | Aris Salonica      |                                      |
| 1998–99   | Trikala            |                                      |
| 1999–00   | Athinaikos         |                                      |
| 2000–01   | Egaleo             |                                      |
| 2001–02   | PAS Giannina       |                                      |
| 2002–03   | Chalkidona         |                                      |
| 2004–05   | Larissa            |                                      |
| 2005–06   | Ergotelis          |                                      |
| 2006–07   | Asteras Tripolis   |                                      |
| 2007–08   | Panserraikos       |                                      |
| 2008–09   | Atromitos          |                                      |
| 2009–10   | Olympiakos Volos   |                                      |
| 2010–11   | Panetolikos        |                                      |
| 2011–12   | Panthrakikos       | Veria, Platanias                     |
| 2012–13   | Apollon Smyrnis    | Ergotelis, AEL Kallonis, Panetolikos |
| 2013–14   | Niki Volos         | AO Kerkyra                           |
| 2014–15   | AEK Atenas         | Iraklis Tesalónica                   |
| 2015–16   | AE Larissa         | AO Kerkyra                           |
| 2016–17   | Apollon Smyrnis    | Lamia                                |
| 2017–18   | OFI Creta          | Aris Salónica                        |
| 2018–19   | Volos FC           |                                      |
| 2019–20   | Trikala            |                                      |
| 2020–21   | Kalamata Veria     |                                      |